# Julián Záhorovský
Julián Záhorovský (* 12. listopadu 1984, Pardubice) je český zpěvák a skladatel, finalista Česko hledá SuperStar pro rok 2004.

## Život
Julián Záhorovský pochází z Pardubic. V roce 2004 se zúčastnil prvního ročníku pěvecké soutěže Česko hledá SuperStar, kde se probojoval až do finále a umístil se na 6. místě.
V pozdějších letech vydal 5 alb a 3 filmové písně. Tři CD nahrál s kapelou a dvě CD sólo. Jeho první deska Obraz J.Z. (2005) byla oceněna zlatou desku za svoje prodeje. Poslední deska Nebojme se být veselí vyšla v roce 2022.
Dostal i nabídku napsat písně do českých filmových hitů. Jeho píseň Skytý city se stala titulní písní nejnavštěvovanějšího českého filmu za rok 2018 a pro film Po čem muži touží 2 (2022) napsal píseň Chci, abys věděla, kdo opravdu jsem (píseň je také na posledním albu). Pro film Franta mimozemšťan (2024) napsal píseň D1
Je i autorem hitu UMŘU S TEBOU s Luckou Vondráčkovou.
Na nejnovějším albu spolupracoval s producentem Borisem Carloffem, který produkoval nahrávky například i kapele Kryštof nebo Davidu Kollerovi.

### Vzdělání
- 1991–2000: Základní škola Studánka v Pardubicích
- 2000–2004: Střední průmyslová škola elektrotechnická a vyšší odborná škola Pardubice
- 2006–2009: Univerzita Jana Amose Komenského Praha, bakalářský obor Sociální a mediální komunikace
- 2009–2011: Univerzita Jana Amose Komenského Praha, magisterský obor Sociální a mediální komunikace

### Kariéra
- 2011– 2013: Pražské služby – tiskový mluvčí[4][5]
- pracuje v komunikaci a PR jako tiskový mluvčí nebo specialista komunikace

V roce 2017 vyšlo najevo, že Záhorovský píše turistický blog o Pardubickém kraji za krajské peníze pod pseudonymem „Honza“. Jeden z příspěvků byl pochvalnou recenzí na koncert kapely Sabrage, kde Záhorovský účinkoval.

## Diskografie
- Obraz J. Z. (2005)
- Unknown (2011)
- Nebojme se být veselí (2022)